# Гаршина-Энгельгардт, Наталья Евгеньевна
Ната́лья Евге́ньевна Га́ршина-Энгельга́рдт (урождённая Га́ршина, в 1920-е годы также Энгельга́рдт; 2 (14) ноября 1887 года, Санкт-Петербург, Российская империя — 17 ноября 1930 года, Ленинград, СССР) — российский и советский искусствовед, археолог, антиковед и нумизмат. Первая женщина, работавшая в Отделе нумизматики Государственного Эрмитажа. Дочь литератора и филолога Е. М. Гаршина (1860—1931), жена литературоведа Б. М. Энгельгардта (1887—1942).

## Биография
Родилась в семье литератора, критика и издателя Евгения Михайловича Гаршина и Веры Михайловны Золотиловой (1862—1920). Племянница писателя В. М. Гаршина, кузина патологоанатома академика В. Г. Гаршина (близкого А. А. Ахматовой) и военного М. Г. Гаршина. Вера Михайловна была слушательница Бестужевских курсов с 1887 года. Через несколько месяцев после брака, незадолго до родов, она из-за столкновений со свекровью оставила мужа и поселилась у своей сестры Надежды, земского врача и жены В. М. Гаршина (братья Гаршины были женаты на сёстрах Золотиловых). Вера Михайловна работала заведующей книжным складом Вологодской губернской земской управы.
В 1903 году Наталья Евгеньевна с золотой медалью закончила семь классов Вологодской Мариинской женской гимназии. В 1905—1906 годах — вольнослушательница философского факультета Венского университета, изучала немецкую философию.
В 1907—1913 годах училась на историко-филологическом отделении Высших женских (Бестужевских) курсов по кафедре всеобщей истории и специализировалась на древней истории и классической археологии. Была оставлена профессором М. И. Ростовцевым по кафедре истории Древнего Рима и в 1913—1914 годах продолжила занятия в семинариях по римской истории и искусству и классической археологии. С 1912 года изучала античное наследие в хранилищах Отделения древностей Эрмитажа под руководством Е. М. Придика и О. Ф. Вальдгауера, а весной 1914 года занималась в Нумизматическом отделении Эрмитажа под руководством А. К. Маркова и С. А. Гамалова-Чураева. Гаршина выдержала экзаменационные испытания в Петроградском университете по историческому отделу и получила диплом о высшем образовании.
В 1916—1917 годах изучала древности Причерноморья, участвовала в раскопках в Херсонесе и Керчи, на Таманском полуострове, в Симферополе. 2 ноября 1916 года (в день своего 29-летия) назначена членом-сотрудником Императорского Русского археологического общества, с 10 октября 1922 — действительный член РАО.
Зачислена в Эрмитаж в сентябре 1917 года, сначала в Отделение древностей без содержания. С зимы 1918 года — ассистент хранителя Отдела древностей и библиотекарь Отделения нумизматики.
В 1918 году вышла замуж за литературоведа Б. М. Энгельгардта из дворянского рода, с которым она познакомилась в Вологде. Через семью мужа была свойственницей Н. С. Гумилёва.
В 1918 и 1919, получив отпуск по состоянию здоровья, по полгода жила в имении тёти (вдовы писателя), Надежды Михайловны, в селе Кувшиново Вологодской губернии. С конца февраля 1919 года находилась в отпуске, числилась научным сотрудником Отдела древностей Эрмитажа без содержания. С 28 июня 1920 года — ассистент, а с 8 марта 1926 года — помощник хранителя Отделения античных (римских) монет Отдела нумизматики и глиптики.
Во время Гражданской войны Гаршина-Энгельгардт и её муж тяжело болели и регулярно меняли место жительства. В октябре 1920 года жили в доме 1 по Минскому переулку, квартира 4; весною 1921 в доме 21 по Мойке — в особняке Абамелек-Лазарева. В другом документе начала 1920-х годов фигурирует адрес: дом 18 по Третьей линии Васильевского острова, квартира 6.
Освобождена от должности в Эрмитаже распоряжением № 49 от 14 января 1930 года «в связи с невозможностью исполнять свои обязанности». Точная причина увольнения неизвестна, однако существует гипотеза, связывающая его с «психическим заболеванием», которое якобы могла иметь Гаршина-Энгельгардт. Существуют указания, что она могла страдать от биполярного расстройства.
14 ноября 1930 года Б. М. Энгельгардт был арестован ОГПУ при НКВД СССР по сфабрикованному «академическому делу». Через три дня Гаршина-Энгельгардт покончила с собой — бросилась в лестничный пролёт (тот же способ суицида стал причиной смерти дяди антиковеда, писателя В. М. Гаршина). По другим сведениям, выбросилась из окна. 10 февраля 1931 года Б. М. Энгельгардт осуждён на 10 лет лагерей, участвовал в строительстве Беломорско-Балтийского канала и умер в блокадном Ленинграде.

## Научная деятельность
Основные интересы Гаршиной-Энгельгардт лежали в области истории искусств, античной археологии, нумизматики и глиптики. Её опубликованные работы посвящены римской иконографии, в частности портретам на геммах. В качестве зачетной работы она представила описание двух римских портретных бюстов из собрания Эрмитажа и была удостоена диплома I степени Петроградского университета (1914; работа опубликована в 1917).
В рамках работы в Русском археологическом обществе она не только участвовала в археологических раскопках, но и выступала с докладами. В архиве РАО упомянут её доклад «Античная камея Capita jugata Augusti et Liviae», который она сделала 22 июня 1922 года в Нумизматическом отделении, и доклад «Большая бронза Траяна из собрания Эрмитажа», прочитанный в 1923 году.
Устроившись на работу в Эрмитаж, она стала самым молодым сотрудником Отдела нумизматики в начале 20-х годов XX века. В сентябре 1926 года была командирована в Крым для «посещения музеев Севастополя и его окрестностей», в октябре 1928 года — в Гатчину для изучения собрания римского портрета и портретных изображений на римских монетах II—III веков.
В документах фонда О. Ф. Вальдгауера сохранился недатированный черновой автограф работы Н. Е. Гаршиной «Портрет Каракаллы в Гатчине (материалы по описанию гатчинской скульптуры)».

### Труды
- Гаршина Н. Е. Два римских портретных бюста II в. по Р. Хр. из собрания Эрмитажа // Записки Классического отделения РАО. СПб., 1917. Т. 9. С. 244—273.
- Гаршина-Энгельгардт Н. Е. Новая камея Эрмитажа // Эрмитаж: сборник. Л., 1926. Вып. 3. С. 34—40.
- Гаршина Н. Е. Керченская камея с портретом Друза Младшего // Сб. ст. в честь С. А. Жебелёва. Л., 1926. С. 252—264.
- Она же. Портрет Альбина на интальи эрмитажного собрания // Античный портрет: сб. ст.: Посвящается О. Ф. Вальдгауеру. Л., 1929. С. 112—116.
- Garschin von Engelhardt N. Eine kertscher Kamee mit dem Bildnis Drusus des Jüngeren // Jahrbuch des Deutschen Archäologischen Instituts. Berlin, 1926. Bd. 41. H. 3-4. S. 239—246.

### Комментарии
1. ↑  Это здание тогда принадлежало Пушкинскому дому. Тот же адрес проживания Энгельгардтов указан во «Всём Петрограде» за 1923, 1924, 1925 годы.
2. ↑  Этот адрес их проживания указывается во «Всём Ленинграде» за 1926, 1927, 1928, 1929 и 1930 годы.